# Площадь Победы (Мелитополь)
Площадь Побе́ды (укр. Площа Перемоги) — центральная площадь Мелитополя, находящаяся возле проспекта Богдана Хмельницкого. В глубине площади находится арка освободителей, за которой начинается аллея Славы, выходящая к Гетманской улице.

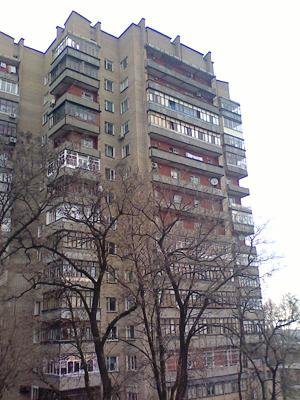
14-этажный дом (ул. Университетская, 39), один из самых высоких в городе

## История
До 1960-х годов на территории современной площади находился частный сектор улицы Ленина. В 1959 году горисполком во главе с председателем Д. И. Богдановым принял решение о строительстве городской лестницы (сейчас аллея Славы), примерно в это же время тут появилась и центральная городская площадь. Дома, мешающие строительству, были снесены. Таким образом, улица Ленина стала разделённой на несвязанные между собой отрезки.
В документах новая площадь впервые упоминается 9 сентября 1960 года как «Центральная» (протоколы заседаний горисполкома). 6 мая 1965 года она была переименована в площадь Победы.
6 января 1966 года за счет перекрытия Парковой улицы был отведён участок для строительства гостиницы за 300 мест (9-12 этажей) с рестораном на 200 посадочных мест (в настоящее время гостиница «Мелитополь»). Десять лет спустя, 20 января 1976 года, гостиница на 304 места и полезной площадью 5530 кв. м. была принята в эксплуатацию.

## Объекты
- Дворец культуры им. Т. Г. Шевченко
- Центральная городская библиотека им. М. Ю. Лермонтова
- Гостиница «Мелитополь»
- Памятник Тарасу Шевченко
- Арка освободителей
- Аллея Славы (за аркой)
- Фонтан
- Стела «Город воинской славы» (2023 год)

## Галерея
|                         |                                        |                                                    |                                                     |
| фонтан, вид на проспект | гостиница «Мелитополь»                 | дом культуры им. Т. Г. Шевченко                    | мемориальная доска двум мэрам — отцу и сыну Сычёвым |
|                         |                                        |                                                    |                                                     |
| арка освободителей      | аллея Славы — спуск к Гетманской улице | вечерняя площадь с новогодней ёлкой (зима 2012-13) |                                                     |